# Ru de Marivel
Le ru de Marivel est une petite rivière française de 9 km de long, affluent de la rive gauche de la Seine au niveau du pont de Sèvres. Il prend sa source à Versailles dans le quartier de Porchefontaine et arrose successivement les villes de Viroflay, Chaville et Sèvres.

## Géographie
Les crêtes formant l'amont du bassin versant du ru de Marivel sont sur la commune de Versailles.  
Elles sont constituées :  
- au sud-est, du bois du Pont-Colbert, avec le point de vue de la Sablière qui domine le sous-bassin versant de la source des Nouettes,
- au sud, de la forêt domaniale de Versailles, sur la N 12, au-dessus du cimetière des Gonards dont le sommet, franchissant les 175 mètres, se trouve entre le carrefour du Cerf-Volant et le carrefour du Christ,
- au sud-ouest, du bois Saint-Martin, au sud du Quartier Saint-Louis, également au-dessus des 175 mètres et qui donne principalement sur le ru de la Patte-d’Oie qui démarrait dans le quartier des Chantiers,
- à l’ouest, de la butte Montbauron, culminant au-dessus des 150 mètres, qui alimentait le ru de Montreuil sur son flanc nord-est et le ru de la Patte-d’Oie sur son flanc sud,
- au nord, la forêt de Fausses-Reposes, avec la butte de Picardie (180 mètres) qui alimentait le ru de la Voirie et la fontaine de la Voirie encore existante.

Le ru creuse un bassin puis une vallée dont la profondeur atteint plus de 150 mètres à sa confluence avec la Seine. Les versants abrupts sont couronnés au nord par le parc de Saint-Cloud, dont un des affluents du ru de Marivel, la rigole de Ville-d'Avray, et ses étangs alimentent les bassins) et la forêt de Fausses-Reposes, au sud par les forêts de Meudon et de Versailles. Il possède plusieurs affluents, dont certains ont creusé des vallons.  

## Histoire
Avant 1789, la vallée avait une importance capitale dans le fonctionnement et l'économie du royaume. Les rois Louis XIV, Louis XV, Louis XVI l'empruntaient pour se rendre de Versailles à Paris. Les 5 et 6 octobre 1789, 7 000 femmes en colère suivirent le fond de la vallée jusqu'à Versailles où elles s'emparèrent du palais, mal protégé par La Fayette. C'est par le même chemin que la famille royale regagna Paris, abandonnant Versailles à jamais.
Sur les flancs de cette vallée circulèrent quelques-uns des premiers trains de voyageurs du monde, reliant la capitale à Versailles à partir de 1840, et en fond de vallée, à partir de 1857, le tramway de Sèvres à Versailles créé par Alphonse Loubat et qui sera arrêté en 1934.

## Aménagement
Aujourd'hui, le ru de Marivel est entièrement couvert à l'exception des têtes de bassin. Une ancienne portion de la Nationale 10 aujourd'hui déclassée en routes départementales (RD 10 et RD 910) passe au-dessus. Transformé en égout, il est géré par le Syndicat intercommunal d'assainissement Hydreaulys (qui a repris la compétence de l'ancien Syndicat intercommunal d'assainissement de la vallée du ru de Marivel - SIAVRM), où siègent notamment les sept communes du bassin versant : Versailles, Vélizy-Villacoublay, Viroflay, Sèvres, Chaville, Marnes-la-Coquette et Ville-d'Avray. Le ru collecte également les eaux usées de la communauté d'agglomération de Saint-Quentin-en-Yvelines.

## Traces
Le ru de Marivel n'a été recouvert que récemment, au milieu du XXe siècle. Les têtes de bassin du ru de Marivel et de ses affluents restent à l'air libre et comportent de nombreuses sources (Nouettes à Versailles, Voirie à Viroflay...) et étangs (Brisemiche à Chaville, Écrevisses et Ursine à Vélizy-Villacoublay, étangs de Ville-d'Avray, etc.)
Les premières sources affluentes du ru de Marivel sur Versailles sont :
- le ru de la Patte-d'Oie qui démarre avec le bassin versant du centre de Versailles dont un étang est resté à l'air libre dans une propriété privée religieuse,
- le ruisseau des Nouettes qui vient de la fontaine des Nouettes (quartier de Porchefontaine au sud de Versailles). La source de ce ru, la fontaine des Nouettes, était très fréquentée au XVIIIe siècle car la consommation de ces eaux ferrugineuses était conseillée par les médecins[3].
- le ru de Montreuil, qui vient du quartier versaillais du même nom,
- le ru de la Voirie, à cheval sur Viroflay et Versailles, provenant de la source de la Voirie et de la forêt de Fausses-Reposes à la limite entre Versailles et Viroflay au nord.

La source Saint-Germain a pu être retrouvée dans un parking du centre-ville de Sèvres en 2008. Celle-ci sort à une température de 12,5 °C avec un débit de près de 70 m3/h. En 2012, l'eau de la source a été reconnectée pour partie pour réguler la température du nouveau collège, puis coule à l'air libre sur le parvis Charles-de-Gaulle face à l'hôtel de ville. Elle est ensuite canalisée pour désormais être rejetée directement en Seine. 
Il reste encore de nombreuses personnes qui se souviennent du ru d'origine, notamment des activités florissantes des blanchisseries de la vallée. C'est dans le but de recueillir ces témoignages et de sauvegarder la mémoire du ru que plusieurs actions sont menées par des associations ou de simples citoyens, la plus suivie étant une randonnée urbaine à connotation historique sur la thématique du ru, qui a réuni près de 180 personnes lors de sa première édition en 2012. La seconde édition a eu lieu le 12 octobre 2014 avec 4 départs différents correspondant aux affluents du ru de Marivel. L'édition 2016 a eu lieu le 9 octobre 2016 avec cinq départs différents. La 4e édition a lieu le 7 octobre 2018 et la 5e édition le 4 octobre 2020 chacune avec 6 départs différents : 5 depuis le chevelu et un depuis la vallée voisine du ru de Vaucresson.